# Puyallup-Gletscher
Der Puyallup-Gletscher ist ein Gletscher an der Westflanke des Mount Rainier im US-Bundesstaat Washington. Er bedeckte 1983 5,2 km² und enthielt etwa 289 Millionen m³ Eis. Da er dieselbe Eisquelle wie der nördlich gelegene South Mowich Glacier hat, beginnt der Puyallup-Gletscher als Zweig des Eisstroms, der das Sunset Amphitheater verlässt. Von der Aufspaltung auf etwa 8.500 ft (2.591 m) Höhe an dehnt sich der Gletscher in einem breiten Eisschild aus, das von 8.400 ft (2.560 m) bis 7.400 ft (2.256 m) Höhe reicht. Nach Verlassen dieser Erweiterung fließt der Gletscher ein kleines Tal hinab, das sich sichtlich verengt, wenn es sich nach Westnordwest wendet. Von dort an bekommt der Gletscher ein schmutziges Aussehen und endet auf steilem, unebenem Terrain auf etwa 6.000 ft (1.829 m) Höhe. Der Gletscher ist die Quelle des Puyallup River.